# Chiesa di Santa Maria Assunta (Faedis)
La chiesa di Santa Maria Assunta è la parrocchiale di Faedis, in provincia ed arcidiocesi di Udine; fa parte della forania del Friuli Orientale.

## Storia
Dal materiale rinvenute durante il restauro della chiesa si può dedurre che a Faedis esisteva un tempio pagano risalente forse al III secolo, al posto del quale venne costruita una cappella in un periodo compreso tra i secoli V e VII.

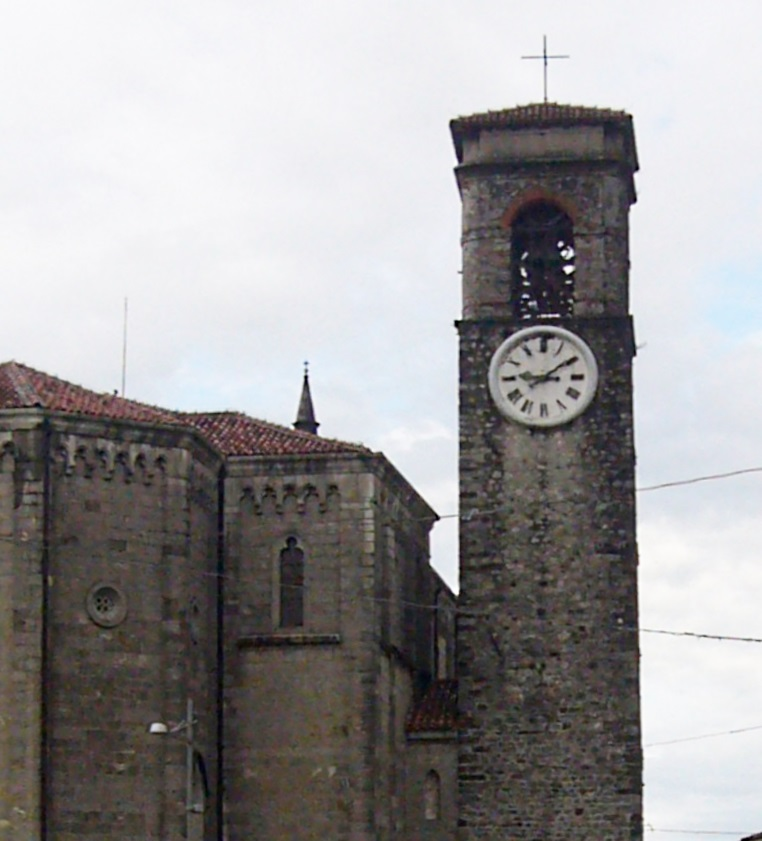
Il campanile

Una nuova chiesa sorse nel Basso Medioevo, tra i secoli XI e XIII.
I lavori di costruzione dell'attuale parrocchiale iniziarono negli anni Dieci del Novecento, per poi concludersi nel 1934 con la consacrazione della chiesa; per la realizzazione dell'edificio furono utilizzati novecentodiciotto quintali di marmo donati dalla basilica di San Pietro in Vaticano.
La chiesa subì durante il terremoto del Friuli del 1976 alcuni danni, che vennero sanati tra il 1985 e il 1986 con un intervento di restauro condotto dagli architetti udinesi Da Farra e Lovaria.

## Descrizione

### Esterno

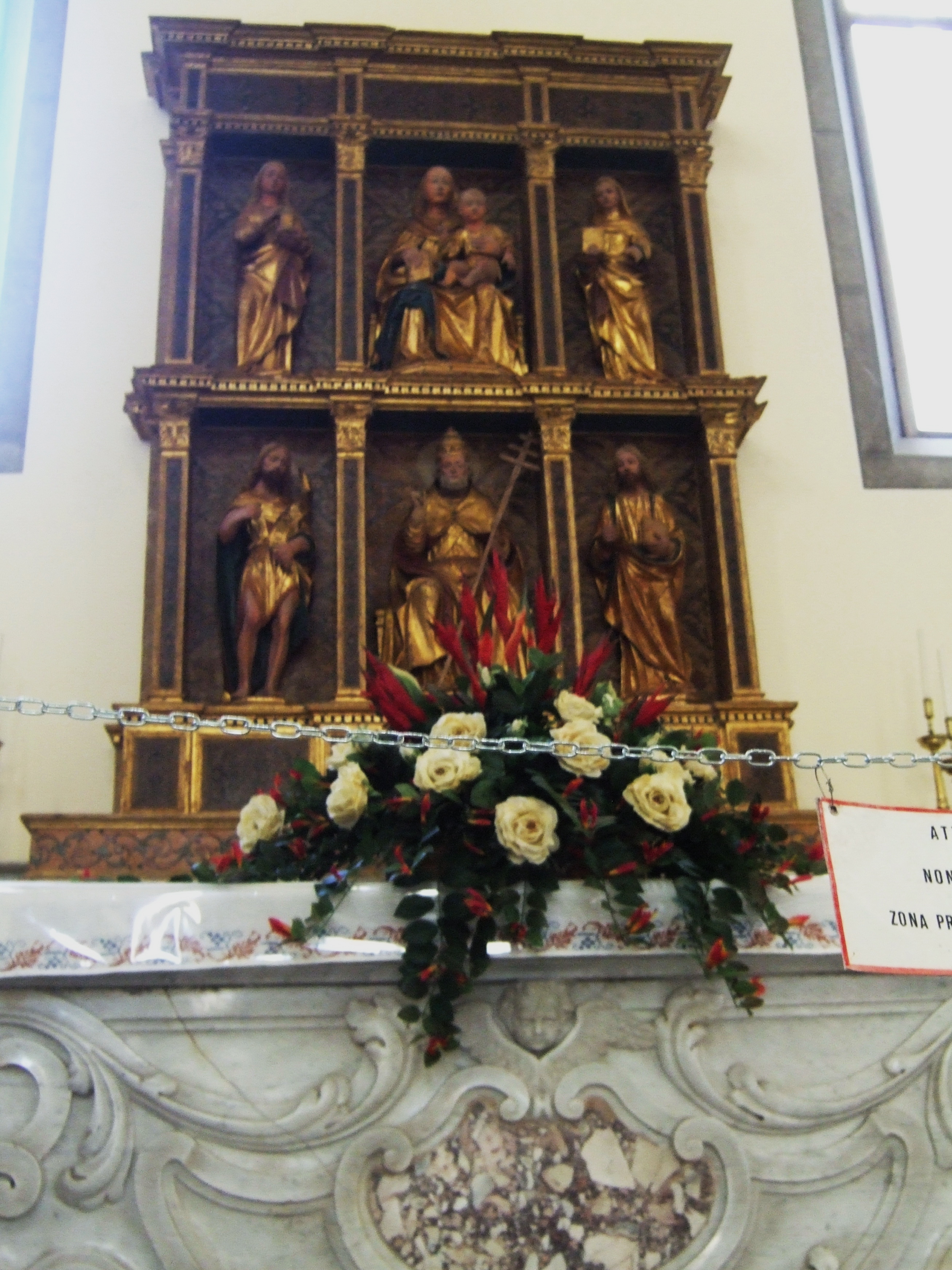
L'altare ligneo di Giovanni Martini

La facciata della chiesa è a salienti e presenta delle lesene che la ripartiscono, il portale con un protiro ed una lunetta, due monofore nelle parti laterali e dei pinnacoli.

### Interno
L'interno si compone di tre navate con soffitto a capriate; al termine dell'aula vi è il presbiterio rialzato di tre gradini, a suo volta chiuso dall'abside trilaterale.
Opere di pregio qui conservate sono l'altare maggiore, che presenta ai lati due statue ritraenti i Santi Pietro e Paolo, un mosaico con soggetto l'Assunta, realizzato da Biagio Biagetti, l'altare ligneo costruito nel 1522 da Giovanni Martini e caratterizzato da delle statue raffiguranti i santi Pietro, Giovanni Battista, Elena e Maria Maddalena e la Beata Vergine Maria col Bambino, la pala con la Sacra Famiglia, risalente al Settecento, l'affresco con l'Ultima Cena, eseguito da Francesco Nasocchi nel 1517, una Crocifissione seicentesca e la pala ritraente la Pentecoste, dipinta forse da Francesco Floreani intorno al 1509.